# NGC 3107
NGC 3107 је спирална галаксија у сазвежђу Лав која се налази на NGC листи објеката дубоког неба.
Деклинација објекта је + 13° 37' 19" а ректасцензија 10h 4m 22,4s. Привидна величина (магнитуда) објекта NGC 3107 износи 13,0 а фотографска магнитуда 13,8. Налази се на удаљености од 38,9000 милиона парсека од Сунца. NGC 3107 је још познат и под ознакама UGC 5425, MCG 2-26-22, CGCG 64-48, A 1001+13, ARAK 229, KARA 397, near SAO 98932, PGC 29209.